# Crataegus palmstruchii
Crataegus palmstruchii là loài thực vật có hoa trong họ Hoa hồng. Loài này được Lindm. mô tả khoa học đầu tiên năm 1918.